# Martijn Benders
Martinus Hendrikus (Martijn) Benders (Mierlo, 23 juli 1971) is een Nederlandse dichter.
In 1994 won hij de Meervaart Literatuurprijs voor jongeren met het gedicht "Mongools Zilver" en in 2003 de Dunya Poëzieprijs 2002 met het gedicht 'Haydar gaat naar Istanbul om een pauw te kopen'. 
In mei 2009 werd Benders met Karavanserai genomineerd voor de C. Buddingh'-prijs voor Nederlandstalige poëzie.
In 2011 richtte Benders zijn eigen uitgeverij op. Hier verscheen zijn tweede bundel Wat koop ik voor jouw donkerwilde machten, Willem. In 2013 volgde de bundel Wôld, Wôld, Wôld!, die "de eerste gepersonaliseerde dichtbundel ter wereld" was.
In 2014 gaf Benders drie dichtbundels uit: Wat koop ik voor jouw donkerwilde machten, Willem (heruitgave door Van Gennep), De essentiële Martinus Benders (uitgeverij Stanza) en Stubbing Out a Cigarette on a Nightingale (Berlijns collectief Vlak).
In juni 2015 verscheen zowel de persoonlijk uitgegeven bloemlezing Het Boek der Dode Uilen als de eigen bundel Sauseschritt bij uitgeverij Van Gennep. In 2017 volgde de bundel 'Nachtefteling'. Bij de nieuwe uitgeverij De Kaneelfabriek verscheen in juni 2019 de dubbelbundel 'Baah Baaah Krakschaap/ De P van Winterslaap'.

### Poëzie
- 1999 - Boekhouders en draken en de schouders waarop zij soms willen uithuilen (POD)
- 2004 - Het dolpension van de hemel (Dunya Uitgeverij)
- 2008 - Karavanserai (Uitgeverij Nieuw Amsterdam)
- 2011 - Wat koop ik voor jouw donkerwilde machten, Willem (POD)
- 2013 - Wôld Wôld Wôld (POD)
- 2014 - De essentiële Martinus Benders (Uitgeverij Stanza)
- 2014- Wat koop ik voor jouw donkerwilde machten, Willem (Uitgeverij van Gennep)
- 2014 - Stubbing out a Cigarette on a Nightingale (Vlak Publishers)
- 2015 - Het Boek der Dode Uilen (POD)
- 2015 - Sauseschritt (Uitgeverij van Gennep)
- 2016 - Lippenspook (Uitgeverij van Gennep)
- 2017 - Nachtefteling (Uitgeverij van Gennep)
- 2019 - Baah Baaah Krakschaap / De P van Winterslaap (Uitgeverij de Kaneelfabriek)

### Proza
- 2016 - Fliermans Passage (Uitgeverij van Gennep)